# Cseresznye
A cseresznye (Prunus subg. Cerasus) a rózsafélék (Rosaceae) közé tartozó Prunus nemzetség alnemzetsége. Cseresznye néven leggyakrabban a vadcseresznyefát (Prunus avium), illetve annak valamely termesztett változatát, vagy annak csonthéjas gyümölcsét értik. Az alnemzetséget az különbözteti meg a Prunus nemzetség többi képviselőjétől, hogy virágai nem magányosan állnak, hanem 2–5 tagú csomókba tömörülnek, sima héjú termésén pedig csak igen sekély barázda található, vagy semmilyen.
Képviselőik az északi félgömb mérsékelt égövi területein őshonosak: két fajuk Amerikában, három Európában, a többi Ázsiában.

## Háttér
A cseresznyét az elterjedt nézet szerint Anatólia északkeleti részéről vitték be a Római Birodalom Pontus régiójába, i. e. 72-ben. A törökországi Giresun városát az ókori görögök Choerades vagy Pharnacia, később Kerasous vagy Cerasus néven ismerték. (< Kerason < Kerasounta < Kerasus „szarv” [azaz félsziget] + ounta [görög helyrag]) A név később a Kerasunt (néha Kérasounde vagy Kerassunde) alakra módosult.
Az angol cherry, a francia cerise, a spanyol cereza, a dél-olasz cerasa (sztenderd olaszban: ciliegia) mind az ókori görög κέρασος, „cseresznye” szóból ered, amit a Cerasusszal azonosítottak. Először a római időkben exportálták Európába a gyümölcsöt.
A vadcseresznye (Prunus avium) volt az alapfaj, amiből a legtöbb termesztett cseresznyefajtát nemesítették. A meggyet (Prunus cerasus) inkább főzésre használják. Mindkét faj Európából vagy Nyugat-Ázsiából származik, nem képesek egymás beporzására. A többi fajt, bár termésük ehető, emberi fogyasztásra nem szokták ültetni, kivéve azokban az északi régiókban, ahol a két fő faj nem terem meg. Vízigényük, munkaigényességük, az esővel és jéggel szembeni érzékenységük a cseresznyefajokat relatíve drága gyümölccsé teszik. Ennek ellenére igen keresettek.
Ma már több mint ezer nemesített fajtája ismeretes. Nemesített cseresznyéből éves szinten 2007-ben az egész világon mintegy 2 millió tonnát termesztettek. Ennek mindegy 40%-át az USA, kb. 13%-át Európa állítja elő. Törökország a világ legnagyobb cseresznyetermelője, az USA a második.
A cseresznyefa Olaszországtól Norvégiáig egyaránt jól termeszthető. Ennek ellenére az ökológiai adottságok apróbb eltérései döntően befolyásolhatják a termesztés sikerét. Kiemelkedő a gyökérzet levegőigénye, amelyet azok a mélyrétegű, közép kötött vályogtalajok elégítenek ki, ahol a vízzáró réteg legalább 2 méteres mélységben helyezkedik el. A cseresznyefa az összes gyümölcsfaj közül legjobban szenved a talaj levegőtlenségétől. Nagyon alacsony humusztartalmú talajokra nem érdemes cseresznyét sem telepíteni.

## Virágai
Ízletes termése mellett a cseresznyefa szemet gyönyörködtető virágairól is ismert; gyakran kifejezetten a tavaszi virágzásukkor nyújtott látvány miatt ültetik őket, különösen az ázsiai fajokra jellemző a díszes virágzat.
A japán szakura (桜), azaz cseresznyevirág nemzeti szimbólum, amit az évente tartott hanami (virágnézés) fesztiválokon ünnepelnek. Sok cseresznyefajtának (ezeket díszcseresznyéknek nevezzük) porzói és bibéi helyett is sziromlevelek („dupla virágok”) nőnek, így sterilek, nem hoznak termést. Kizárólag virágaik miatt, illetve dísznek tartják őket. A leggyakoribb ilyen steril cseresznyeváltozat a 'Kanzan'.
A cseresznyefák számos lepkefaj hernyójának szolgálnak táplálékul (például cseresznyeilonca, meggyvirágmoly).

## Hasznosítása
A cseresznye Magyarországon is az egyik legkedveltebb kora nyári gyümölcs. Leginkább nyersen fogyasztják, de süteményekbe is bele lehet dolgozni, levest, és mint szinte minden cukros gyümölcsből, bort és pálinkát is lehet belőle készíteni. Azonos nevű fajtájából készül a maraschino likőr.

### Tárolása
Hűtve két-három napig, ideális páratartalom mellett egy hétig tárolható, a szárával együtt. Jól bírja a mélyhűtést, az értékes vitaminjait is megőrzi, magozva természetesen kevesebb helyet foglal. Befőzéssel is tartósítható, de vitaminjainak nagy részét elveszti.

### Története
Már az ókorban is termesztették, az utazók, katonák kedvelt szomjoltója volt. sőt az istenek eledelének tartották. A Japánban termesztett díszcseresznye nem fogyasztható, mégis a fiatalság és a megújulás jelképe,  a cseresznyevirágzás ünnepe a japán kultúra egyik legnagyobb ünnepe.

### Élettani hatásai
A cseresznye 78-82 százaléka víz, energiatartalma csak 65-70 kcal (100 gramm). Zsír (0,3 g) és fehérje alig van benne, de szénhidrátot (13 gramm), növényi rostot (1,3 g) tartalmaz. Érettségétől függ, mennyi gyümölcscukrot tartalmaz. Gyorsan megemeli a test energiaszintjét, serkenti a melatonin hormon keletkezését az agyban, így hozzájárul a pihentető alváshoz. A természetgyógyászok szerint érvédő, szívizom-erősítő hatása is van.
Antociánokat tartalmaz, amik csökkentik például köszvény és ízületi gyulladás miatti fájdalmat.[forrás?] Akadályozza a szájüregi fertőzéseket és semlegesíti a rossz leheletet.[forrás?] Jelentős a C-vitamin tartalma (10–15 mg), sok benne a foszfor, kalcium, nátrium, kobalt, kálium (190–220 mg), vas. Kedvezően hat a fogak és a csontok fejlődésére.[forrás?]
Sokan gyógynövényként is hasznosítják, szárából tisztító, vízhajtó, hatású teát készítenek. Hívei szerint a pattanásokat is elmulasztja. Mint a friss gyümölcsök nagy része, segít a székrekedés ellen. Csökkenti a vér húgysav-szintjét, az ízületi betegségek megelőzésében, karbantartásában is szerepet tulajdonítanak neki.
A többi bogyós gyümölcshöz hasonlóan, a cseresznyében is sok a kedvező élettani hatású antioxidáns és a flavonoid. A sötétebb cseresznyének magasabb az antioxidáns-tartalma.
Sok cseresznye fogyasztása után a víz ivása puffadást okozhat, mert a héján található élesztőgombákat csak a tömény gyomorsav képes azonnal elpusztítani.

## Termelése
2023-ban a cseresznyét 64 országban termesztették 462 ezer hektár földterületen, és az éves termésmennyisége meghaladta a 2,9 millió tonnát. 2013 és 2023 között a cseresznye földterülete 410 ezer hektárról 462 ezer hektárra (12,6%) nőtt, míg a termésmennyisége 2,2 millió tonnáról 2,9 millió tonnára (31,8%) nőtt.
A világ legnagyobb cseresznye termelői közé tartozik Törökország (31,6%), Chile (19,9%), az Egyesült Államok (13,8%), Üzbegisztán (9,4%) és Irán (6,2%). Ezek az országok a 2023-as termelésük alapján az első öt helyen álltak. 2023-ban Törökország és Chile az éves termés több mint felét (51,5%) adták a világ cseresznye termelésének. 
Legnagyobb exportáló országok Chile (56,6%), az Egyesült Államok (10,1%) és Hongkong (9,1%), míg a legnagyobb importországok Kína (58,9%), Hongkong (4,9%) és Németország (4,2%).
2023-ban Magyarország 9 ezer tonna cseresznyét termelt, így a 64 országból a 33. legnagyobb cseresznye termelő volt. Magyarország főleg Törökországból (60,8%), Lengyelországból (15,8%) és Németországból (7,2%) importált cseresznyét. A behozott, valamint a megtermelt cseresznye egy részét tovább értékesítette az ország, főleg Németország (49,7%), Ausztria (18,6%) és Románia (9,3%) felé.

## Képek

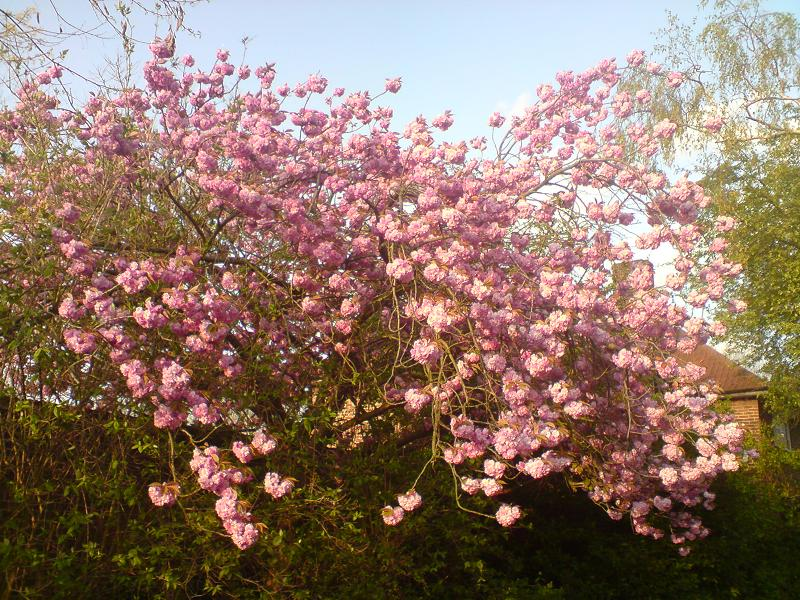
Díszcseresznye
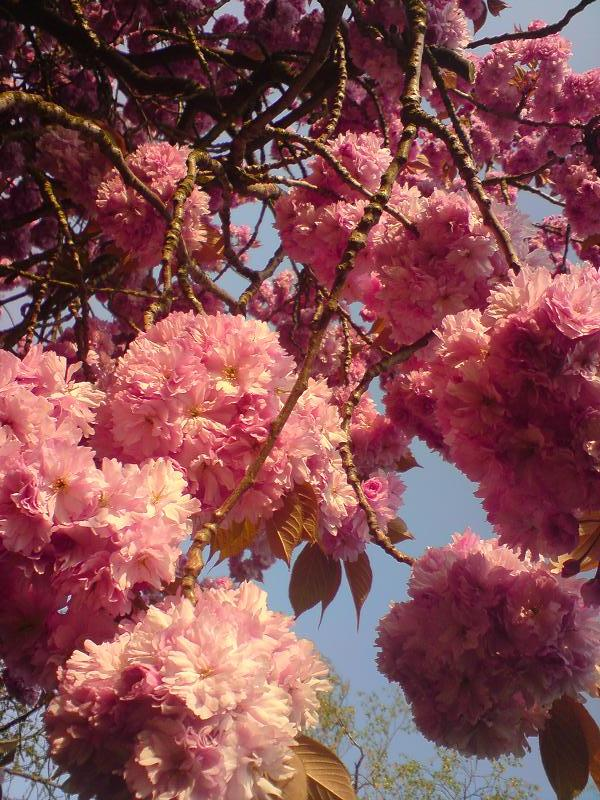
Díszcseresznye virágzó ága közelről
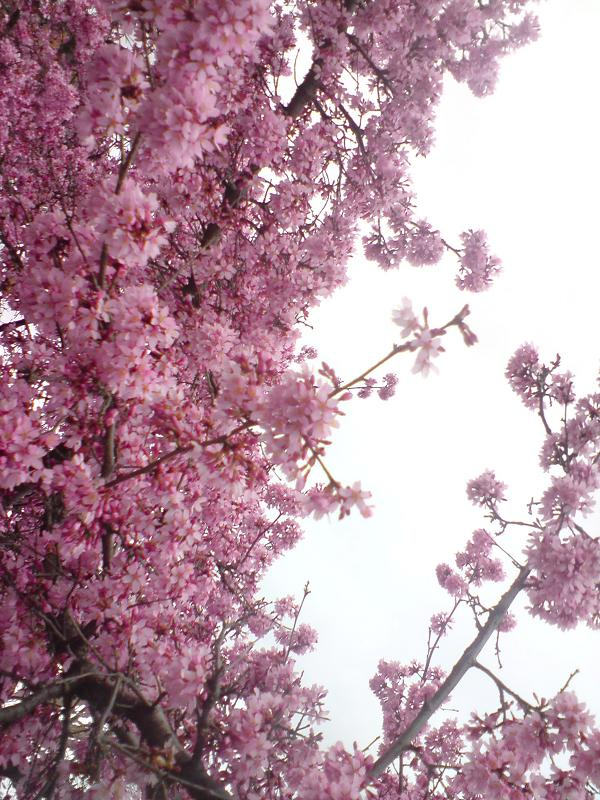
Díszcseresznye
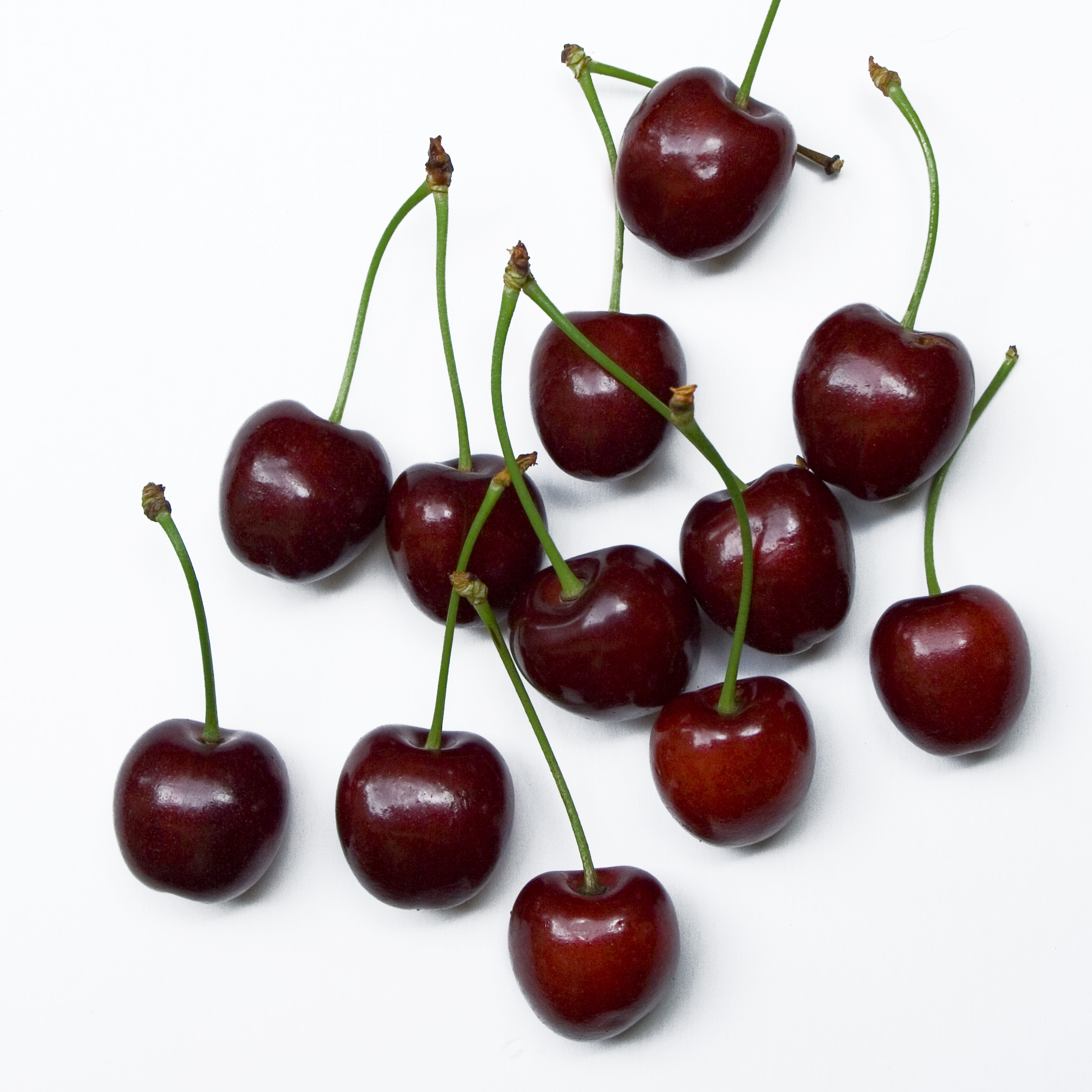
A hazai termesztésű közkedvelt fekete cseresznye
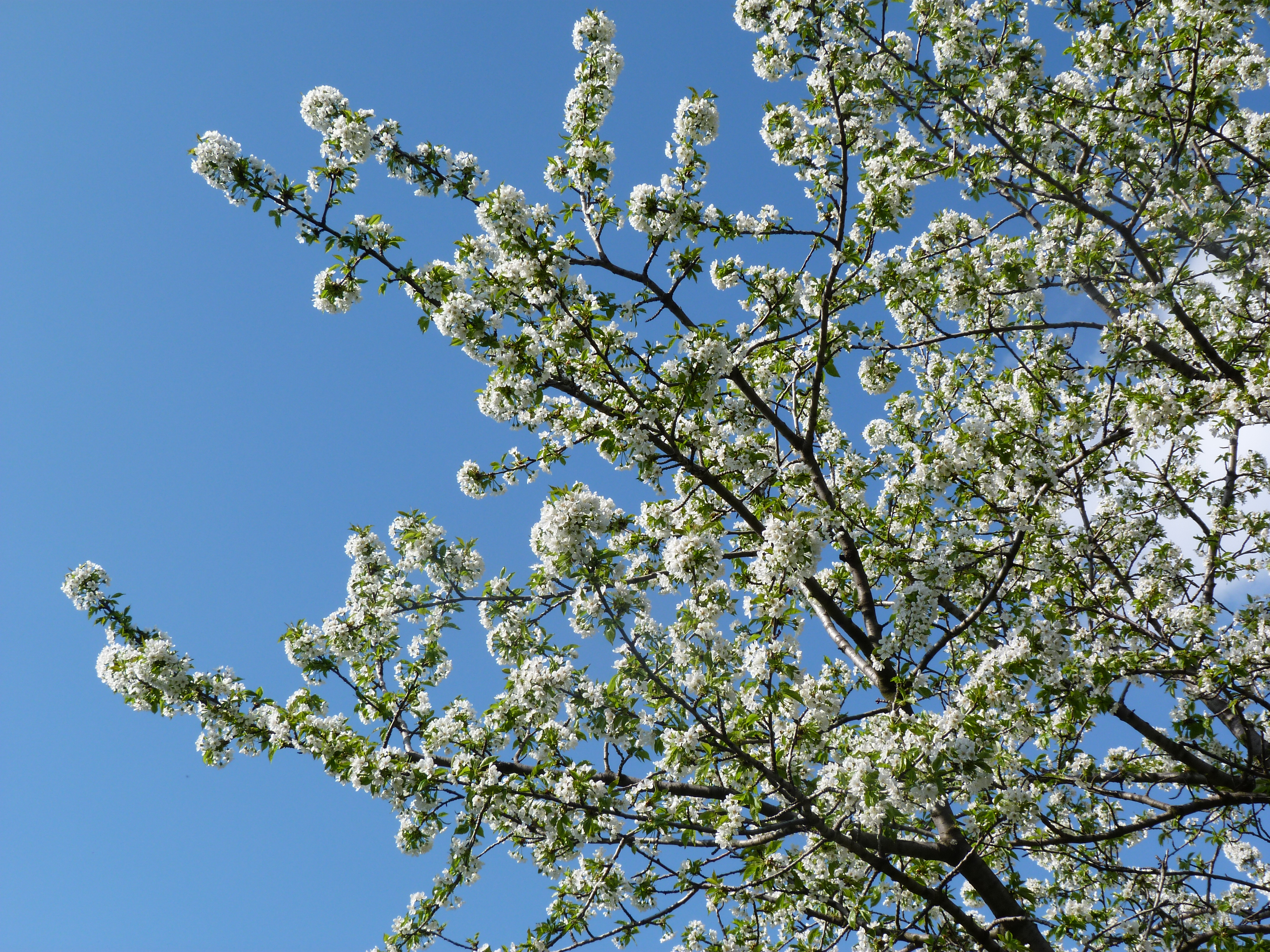
Cseresznyefaág budai kertben - 2013